# Lista över biskopar i Skara stift
Skara stifts biskopslängd, upprättad av Hilding Johansson ur Skara stads historia del I – Staden i stiftet.  Denna förteckning avviker något från den biskopslängd som finns uppsatt i nuvarande biskopsgårdens vestibul liksom från listan i Nordisk teologisk uppslagsbok. Biskopslängden, på latin kallad series episcoporum, finns även uppsatt på en stentavla strax innanför ingången i västportalen i Skara domkyrkas västfasad. Här hänger också en annan stentavla med domprostlängden (lista över stiftets domprostar), en så kallad series pastorum.

## 1014–1521
- 1014–1030: Thurgot
- 1030: Gotskalk, tillträdde ej.
- 1030–1050: S:t Sigfrid
- 1050-talet: Osmund
- 1060–1064: Adalvard den äldre
- 1064: Acilinus, tillträde ej.
- 1066–1068:  Adalvard den yngre
- Rodulvard, omnämnd 1081
- Rikulf, vid 1000-talets slut
- Hervard, sent 1000-tal eller tidigt 1100-tal
- Styrbjörn, död omkring 1130
- Ödgrim, omkring 1130 till cirka 1150
- Bengt (I) den gode, omkring 1150 till cirka 1190
- Järpulf, omkring 1190 till cirka 1200
- 1201–1205: Jon Hyrne
- 1206–1216: Bernhard
- 1219–1228: Bengt (II) den yngre
- 1228–1238: Stenar
- 1240/1241–1257: Lars (I)
- 1258–1262: Valdemar
- 1262–1263: Ragvald
- 1263–1267: Ulf
- 1267–1278: Erik (I)
- 1267–1317: Brynolf (I) Algotsson
- 1317–1321: Bengt (III) Johansson
- 1321–1322: Erik (II)
- 1322–1336: Peder Larsson
- 1337–1340: Gunnar Tynnesson
- 1340–1352: Sigge Jonsson
- 1352–1352: Sigfridus Rotgeri
- 1354–1356: Lars (II)
- 1356–1386: Nils
- 1387–1391: Rudolf av Mecklenburg
- 1391–1404: Torsten
- 1424–1435: Brynolf (II) Karlsson
- 1436–1449: Sven Grotte
- 1449–1452: Bengt Gustafsson (Tre Rosor)
- 1452–1457: Stiftet administrerades temporärt av Peder Laurensson (officialis sedis episcopalis).
- 1457–1460: Bengt Gustafsson (Tre Rosor)
- 1461/1462–1465: Björn Månsson/Magnusson (Bero Magni de Ludosia), tillträdde ej.
- 1465–1478: Hans Markvardsson
- 1478–1505: Brynolf (III) Gerlaksson
- 1505–1520: Vincent Henningsson
- 1520–1521: Didrik Slagheck
- 1523: Giovanni Francesco da Potenza, tillträdde ej.
- 1522–1529: Magnus Haraldsson

## Från reformationen till dags dato
Genom riksdagen i Västerås 1527 bröts den men medeltida kyrkans ekonomiska och militära maktställning i  Sverige, något som räknas som inledningen på reformationen. Denna var dock inte som fullt genomförd förrän 1593, då kyrkan  i Sverige genom Uppsala mötes beslut fick en evangelisk-luthersk bekännelse.

### 1500-talet
- 1530–1544: Sveno Jacobi
- 1544–1545: Ericus Svenonis Hjort
- 1547–1558: Erik Falk
- 1558–1560: Erik Pedersson Hwass
- 1561–1570: Erik Nicolai Swart
- 1569–1595: Jacob Johannis, avsatt 1593 som liturgist men kvarstod ändå till 1595.
- 1593: Henrik Gadolenus, utnämnd på Uppsala möte 1593 men tillträdde ej, då biskop Jacob kvarstod i tjänsten till 1595.
- 1595–1609: Petrus Kenicius, flyttade i februari 1608 till Strängnäs, varefter Laurentius Paulinus Gothus utnämndes till biskop i Skara men utan att tillträdda. Detta då Kenicius återflyttade till Skara under 1609, varför Laurentius Paulinus Gothus flyttades till Strängnäs i februari samma år.

### 1600-talet
- 1612–1616: Paulus Pauli
- 1618–1639: Sveno Svenonis
- 1640–1651: Jonas Magni
- 1651–1654: Olof Fristadius
- 1655–1673: Johannes Kempe
- 1673–1677: Johannes Baazius den yngre
- 1677–1684: Andreas Omenius
- 1685–1691: Haquin Spegel
- 1692–1701: Petrus Johannis Rudbeckius

### 1700-talet
- 1702–1735: Jesper Swedberg
- 1736–1743: Petrus Schyllberg
- 1744–1752: Daniel Juslenius
- 1753–1767: Engelbert Halenius
- 1767–1788: Anders Forssenius
- 1789–1828: Thure Weidman

### 1800-talet
- 1829–1837: Sven Lundblad
- 1837–1875: Johan Albert Butsch
- 1875–1894: Anders Fredrik Beckman
- 1895–1905: Ernst Jakob Keijser

### 1900-talet
- 1905–1935: Hjalmar Danell
- 1935–1950: Gustaf Ljunggren
- 1951–1955: Yngve Rudberg
- 1955–1969: Sven Danell
- 1969–1985: Helge Brattgård
- 1985–1989: Karl-Gunnar Grape
- 1989–2004: Lars-Göran Lönnermark

### 2000-talet
| Bild | Namn            | Period           | Anmärkning                                                                      | Noter       |
| ---- | --------------- | ---------------- | ------------------------------------------------------------------------------- | ----------- |
|      | Erik Aurelius   | 2004–2012        | Valspråk: Deus iustificat impium (översättning: Gud gör den gudlöse rättfärdig) |             |
|      | Åke Bonnier     | 2012–2024        | Valspråk: Ge Jesus äran                                                         | [ 1 ] [ 2 ] |
|      | Ulrica Fritzson | 2024–(nuvarande) | Valspråk: Världen behöver din kärlek                                            | [ 3 ]       |